# Warenvorschubsystem

Warenvorschubsystem

Der Begriff Warenvorschubsystem ist ein Element des Point of Sale (PoS) und steht für eine technische Vorrichtung, die Produkte in Regalen oder Displays mittels Federkraft kontinuierlich nach Entstehen einer Grifflücke nachschiebt. Mit dem Warenvorschubsystem stehen Produkte immer in der ersten Reihe, präsentieren sich somit immer direkt dem potentiellen Kunden und suggerieren ein gefülltes Regal.
Ein Warenschieber wird auf die zuvor montierte Teilerschiene gesteckt. Die Federkammer wird zur Regalrückwand gezogen, um die Produkte auf der Feder zu platzieren. Bei Entnahme der Ware wird durch den Druck der Feder die restliche Ware nach vorne geschoben.